# 바파타
바파타(포르투갈어: Bafatá)는 기니비사우 바파타 주의 주도로, 인구는 22,501명(2008년 기준)이며 제바 강 중류에 위치한다. 아밀카르 카브랄이 태어난 곳이기도 하며 주요 산업은 벽돌 제조업이다.